# دونالد ليفينغستون
دونالد ليفينغستون (بالإنجليزية: Donald Livingston)‏ هو فيلسوف أمريكي، ولد في 27 يوليو 1938.